# Placencia Assassins Football Club
El Placencia Assassins Football Club és un club de Belize de futbol de la ciutat de Placencia.
La temporada 1918-19 va vendre la franquícia al club Altitude Assassins FC. L'any 2011 guanyà la Super League of Belize.

## Palmarès
- Lliga Premier de Belize de futbol: [6]
  - 2012
- Super Lliga de Belize de futbol: 
  - 2011